# Philip Francis Smith
Philip Francis Smith OMI (* 16. Oktober 1924 in Lowell; † 30. September 2002) war Erzbischof von Cotabato.

## Leben
Philip Francis Smith trat der Ordensgemeinschaft der Oblaten (OMI) bei und empfing am 29. Oktober 1950 die Priesterweihe.
Paul VI. ernannte ihn am 26. Juni 1972 zum Apostolischen Vikar von Jolo und Titularbischof von Lamphua. Der Apostolische Nuntius auf den Philippinen, Carmine Rocco, weihte ihn am 8. September desselben Jahres zum Bischof; Mitkonsekratoren waren Gérard Mongeau OMI, Prälat von Cotabato, und Lino R. Gonzaga y Rasdesales, Erzbischof von Zamboanga.
Am 11. April 1979 wurde er zum Koadjutorbischof von Cotabato ernannt. Der Papst erhob am 5. November 1979 das Bistum zum Erzbistum und ernannte ihn zum Koadjutorerzbischof von Cotabato. Nach der Emeritierung Gérard Mongeaus OMI folgte er ihm am 14. März 1980 als Erzbischof von Cotabato nach. Am 30. Mai 1998 nahm Johannes Paul II. seinen altersbedingten Rücktritt an.